# Juan 10

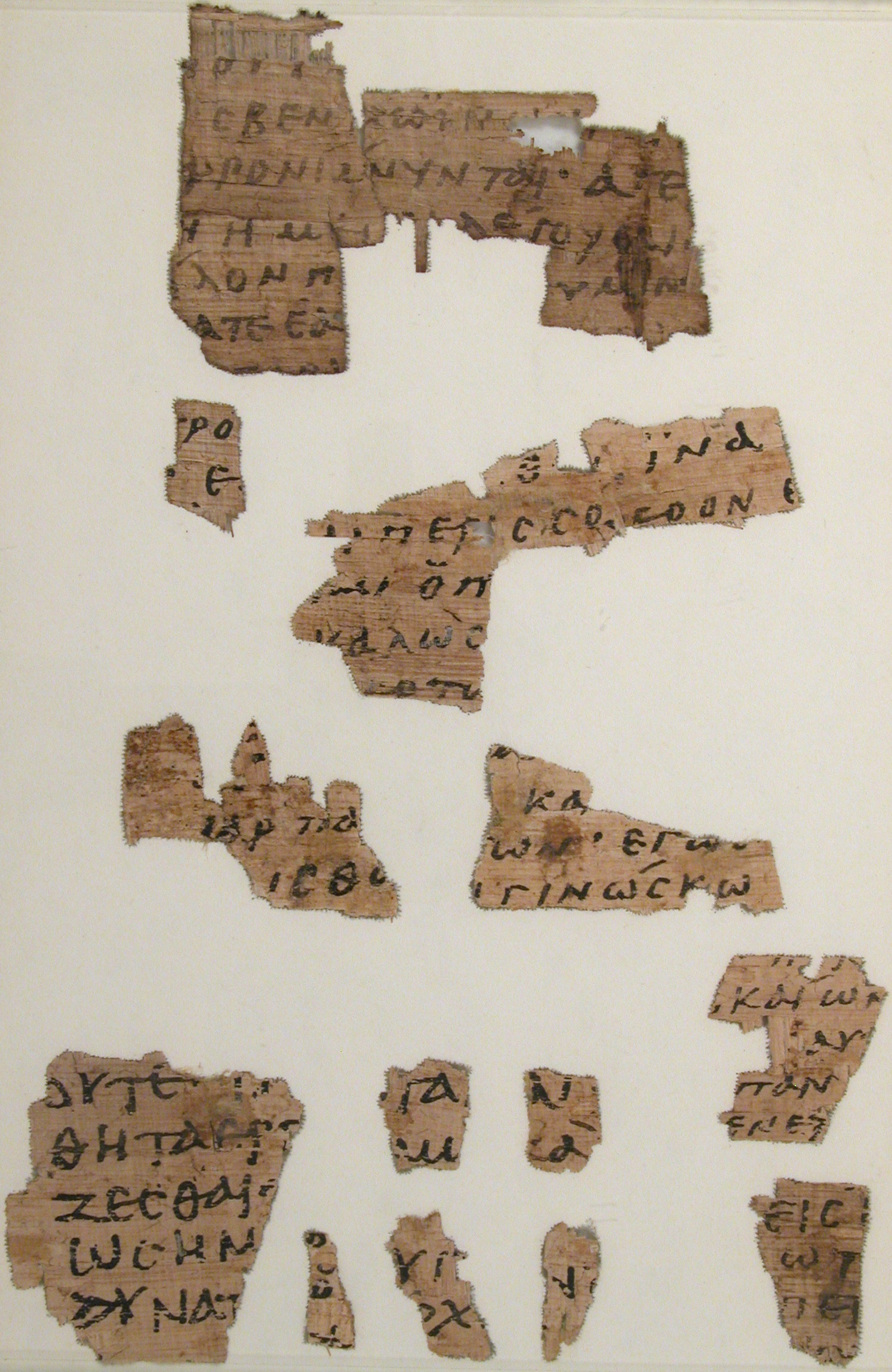
Fragments of Papiro 44 (siglos VI-VII) que contiene Mateo 25:8-10; Juan 10:8-14. Museo Metropolitano de Arte 14.1.527, Nueva York.

Juan 10 es el décimo capítulo del Evangelio de Juan del Nuevo Testamento de la Biblia cristiana. El autor del libro que contiene este capítulo es anónimo, pero la tradición cristiana primitiva afirmó uniformemente que Juan compuso este Evangelio.Este capítulo recoge la descripción que hace Jesús de sí mismo como la «puerta de las ovejas» y el «Buen Pastor», y contiene la única mención de Hanukkah, «la Fiesta de la Dedicación», en el Nuevo Testamento.

## Texto
.

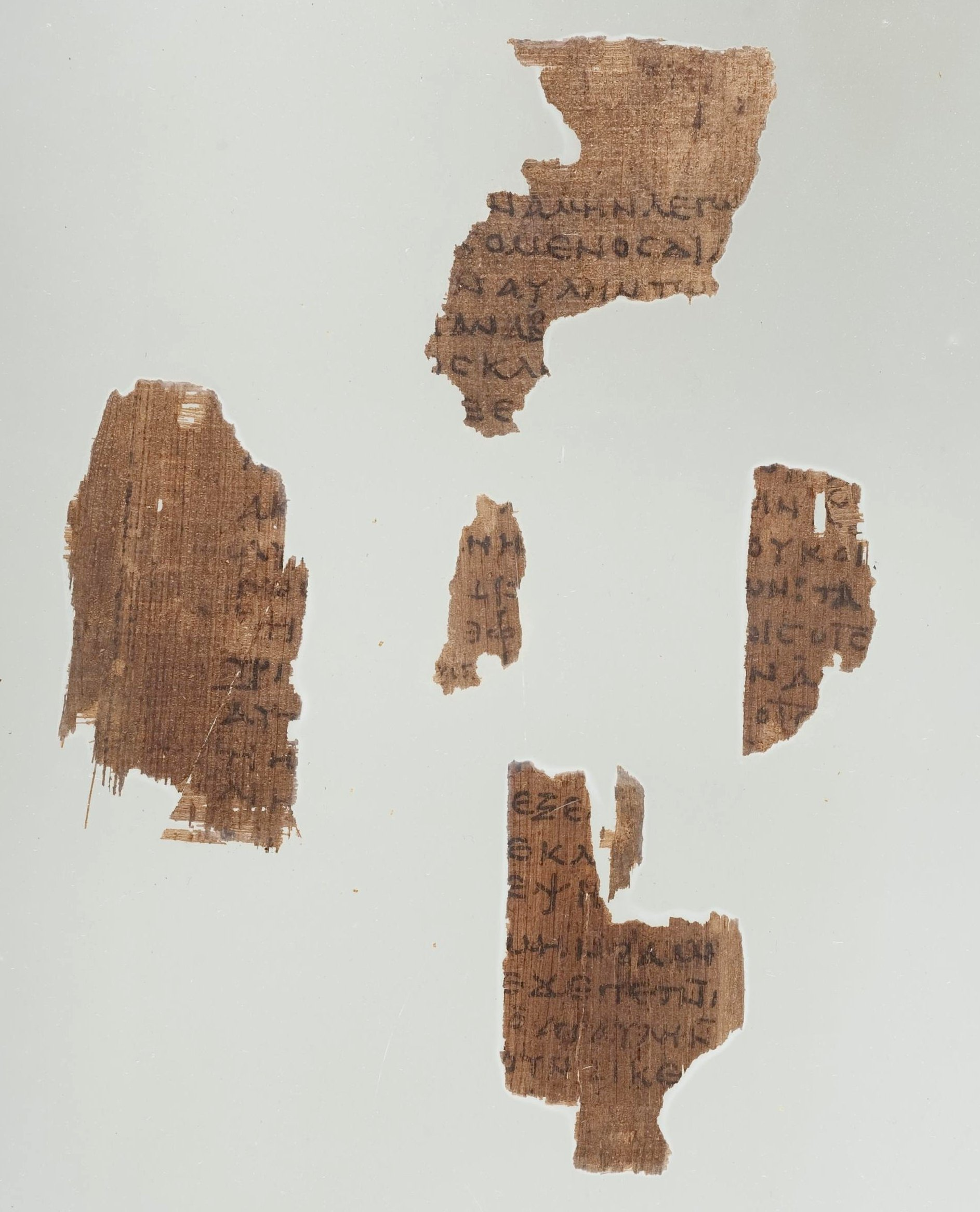
Juan 10:1-10 en el Papiro 6, escrito hacia 350 d. C.

El texto original fue escrito en griego koiné. Este capítulo está dividido en 42 Versículos. Algunos manuscritos tempranos que contienen el texto de este capítulo son: 
- Papiro 75 (175-225 d. C.)
- Papiro 66 (~ 200)
- Codex Vaticanus (325-350)
- Papiro 6 (~ 350; existente: Versículos griegos 1-2, 4-7, 9-10; Versículos coptos 1-12, 20)[3]
- Codex Sinaiticus (330-360)
- Codex Bezae (~ 400)
- Codex Alexandrinus (400-440)